# Iris polystictica
Iris polystictica är en bönsyrseart som beskrevs av Fischer-waldheim 1846. Iris polystictica ingår i släktet Iris och familjen Tarachodidae.

## Underarter
Arten delas in i följande underarter:
- I. p. shugnanica
- I. p. shahdarinica
- I. p. mongolica
- I. p. polystictica